# پویایی‌شناسی سازگاری
پویایی‌شناسی سازگاری (به انگلیسی: adaptive dynamics) که به عنوان تحلیل نورد فرگشتی (به انگلیسی: Evolutionary invasion analysis) نیز شناخته می‌شود، مجموعه‌ای از تکنیک‌های مدل‌سازی ریاضی است که از معادلات دیفرانسیل برای مطالعه تکامل بلندمدت صفت‌ها در جمعیت‌های در حال تولیدمثل غیرجنسی استفاده می‌کند. این تحلیل بر چهار فرض زیر درباهٔ جهش و انتخاب طبیعی در جمعیت مورد مطالعه استوار است:
1. افراد به صورت کلونی تولیدمثل می‌کنند.
2. جهش‌ها نادر هستند و انتخاب طبیعی به سرعت عمل می‌کند. هنگامی که یک جهش‌یافته جدید ایجاد می‌شود، می‌توان جمعیت را در تعادل فرض کرد.
3. تعداد افراد دارای صفت جهش‌یافته در ابتدا در جمعیت بزرگ ساکن ناچیز است.
4. جهش‌های فنوتیپی در گام‌های کوچک اما نه بی‌نهایت کوچک رخ می‌دهد.

پویایی‌شناسی سازگاری به‌طور مؤثر نظریه بازی و پویایی جمعیت را باهم ترکیب می‌کند. به این ترتیب، می‌تواند در بررسی چگونگی تأثیر فرگشت بر پویایی جمعیت‌ها بسیار مفید باشد. یکی از یافته‌های جالبی که از این موضوع به دست می‌آید این است که سازگاری در سطح فردی گاهی می‌تواند سبب انقراض کل جمعیت / گونه شود، پدیده‌ای که به عنوان خودکشی فرگشتی شناخته می‌شود.